# 北陸電力
北陸電力株式会社（ほくりくでんりょく、英: Hokuriku Electric Power Company）は、富山県富山市に本店を置く電力会社。
略称は地元北陸地区においては北電（ほくでん）だが、全国的には北海道電力との区別のため陸電（りくでん）と略される。公式ウェブサイトのドメイン名も「rikuden.co.jp」となっている。また、株式市場などでは「北陸電」と呼ばれる場合がある。2019年3月からコーポレートメッセージとして、「こたえていく。かなえていく。」を使用している。北陸地方で最も売上が大きい企業である。
現在のシンボルマークは、北陸電力の頭文字の「H」をモチーフとして、PowerとIntelligenceを表す2本の柱と、先進性を示す右上がりの斜線帯の3要素で構成し、21世紀に向けて飛躍するイメージや北陸3地域が一体となって発展していくイメージを表現している。

## 概要
北陸地方は中部山岳地帯に接する地理条件によって水力発電開発が戦前から盛んであり、有力な地方電力会社が多く存在すると共に、電力の廉価な大量供給を行うことで地域内に電気精錬などの電力多消費型産業の発達を促してきた歴史がある。このため、戦中戦後の電力統制下でも地方電力ブロックとしての独立的な地位を保ち、1951年の電気事業再編時に際しても北陸電力は他ブロックから独立した企業として成立し得た。
戦後は庄川や黒部川に建設された従来の水力発電所の大半が関西電力に引き渡されたことから（日本電力が開発したためだが、神通川については宮川（本流のうち、高原川との合流点より上流）を除き、例外とされた）電力が著しく不足し、1950年代から1960年代にかけて神通川や常願寺川でのダム開発が行われ、1980年代までに水力発電所が多数建設された。このため、水力発電のウエイトは比較的大きい傾向がある。その傍らで電力の消費量も増加したため、火力発電所の開発も同時進行で進められ（1964年に完成した富山火力発電所1号機が自社初である）、地域に必要な電力を確保することができた。1993年、自社初の原子力発電所を運用開始したが、買収予定用地の問題や予定地のコンセンサス形成が遅れたことで計画が大幅に遅延したため全国的には遅い導入である。
2001年および2004年、赤字を解消する目的で老朽化した火力発電所を廃止しており、富山火力発電所1～3号機、福井火力発電所1号機が廃止された。これらは全て石油火力であり、特に福井火力発電所は大気汚染の原因としても問題視されていた。また、2006年に志賀原子力発電所2号機が完成したが、1号機2号機とも当初からの運転期間はごく僅かであり、同社の発電実績に貢献しないばかりか大きな負担となっている。

## 沿革
- 1899年4月2日 - 富山電灯（後の日本海電気）開業。北陸3県における電気事業の始まり。
- 1941年8月1日 - 日本海電気など北陸3県の電気事業者12社の合併で北陸合同電気が設立。
- 1942年4月1日 - 配電統制令に基づき北陸合同電気・京都電灯・日本電力・金沢市営電気事業の統合で北陸配電設立。
- 1951年
  - 5月1日 - 電気事業再編成令により北陸配電解散。同社と日本発送電より事業を引き継ぎ北陸電力株式会社が発足（初代社長山田昌作）。本店は富山電気ビルデイング内[7]。
  - 7月12日 - 初代社章制定[8]。
- 1953年
  - 1月15日 - 9社電力会社体制後全国初の水力発電所を運転開始する（福井県九頭竜川水系、五条方発電所）[9][10]。
  - 4月30日 - 富山市牛島町13ｰ8番地に北陸電力電気技術員養成所を建設[11]。
- 1956年
  - 4月2日 - 常願寺川・有峰発電計画に着手[12]。
  - 12月1日 - 本店を電気ビル新館に移転[13]。
  - 12月16日 - 富山支店、電気ビル旧館に移転[13]。
- 1959年7月7日 - 創業当時からの石炭火力発電所、富山発電所を興国人絹パルプ（現・興人）に譲渡[14]。
- 1963年 - 犀川流域の電気事業を金沢市電気ガス局（現・金沢市企業局）に移譲。
- 1964年
  - 8月1日 - 北陸電力初の石油火力発電所、富山火力発電所1号機が運転開始[15]。
  - 9月1日 - 初代社旗制定[15]。
- 1973年1月12日 - 石油火力発電所、福井火力発電所1号機が運転開始[16]。
- 1974年10月18日 - 石油火力発電所、富山新港火力発電所1号機が運転開始[17]。
- 1977年12月2日 - 社員研修所が富山市西金屋字高山6615-1に新築移転[18]。
- 1987年6月9日 - 現本店ビル着工[19]。
- 1989年
  - 5月8日 - 現本店ビルにて営業開始[20]。
  - 11月1日 - 同日よりCIを導入し、同社の営業エリアである北陸3県をイメージする3本の線で、アルファベットの「H」を表した、現在のロゴマークに変更（ロゴマークはGKデザイングループのGKグラフィックスと博報堂による協同事業[21]）。微章、社旗、名刺、封書などにCIを導入したものに変更[5]。同時に企業理念・行動宣言およびコーポレート・スローガンを発表[22]。
- 1990年
  - 3月 - 車両をCI導入のものに変更[5]。
  - 4月 - 作業服、ヘルメット、女子事務服、名札、勤務証などを更新[5]。
  - 7月 - 女子事務服（夏服）を更新[5]。
- 1991年10月1日 - 石炭火力発電所、敦賀火力発電所1号機が運転開始[23]。
- 1993年7月30日 - 北陸電力初の原子力発電所、志賀原子力発電所1号機が運転開始。
- 1995年3月17日 - 石炭火力発電所、七尾大田火力発電所1号機が運転開始。当発電所は反対運動により計画が頓挫した金沢火力発電所、七尾火力発電所の代替として建設された。
- 1999年6月18日 - 志賀原子力発電所において臨界事故が発生。北陸電力は検査記録を改竄するなどして2007年3月15日まで事故を隠蔽した。
- 2002年7月1日 - お客さまサービスセンター（コールセンター、お客さまサービスシステム）オープン[24][25]。
- 2003年12月5日 - 石川県珠洲市で中部電力・関西電力と共同計画していた珠洲原子力発電所の計画凍結を発表[26]。
- 2004年
  - 4月1日 - 富山共同火力発電を吸収合併[26]、同社所有の富山共同火力1号機は富山火力発電所4号機、富山新港共同火力1,2号機は富山新港火力発電所石炭1,2号機に名称変更。
  - 4月1日 - 福井共同火力発電を吸収合併[26]、同社所有の三国共同火力1号機は福井火力発電所三国1号機に名称変更。
- 2006年3月15日 - 志賀原子力発電所2号機が運転開始。
- 2007年6月 - 敦賀火力発電所2号機において、北陸電力初の木質バイオマス混焼発電開始。
- 2009年10月31日 - 北陸電力初の風力発電所、福浦風力発電所（第1期）が運転開始[27]。
- 2010年
  - 3月12日 - 北陸電力初の太陽光発電所、志賀太陽光発電所が運転開始[28]。
  - 3月31日 - 石川県および福井県より、両県の公営電気事業（水力11発電所、風力3発電所、最大出力合計9.15万kW）を一括譲受。
- 2011年
  - 4月20日 - 富山太陽光発電所が運転開始[29]。
  - 11月16日 - 有峰ダム発電所が営業運転開始[30]。
- 2012年12月21日 - 新猪谷ダム発電所が営業運転開始[31]。
- 2014年11月14日 - 北又ダム発電所が営業運転開始[32]。
- 2016年
  - 1月8日 - 北陸電力サービス会員制度の名称を「ほくリンク」に変更、ウェブサイトを開設[33]。同年7月1日にはポイントサービスを開始[34]。
  - 6月1日 - 北陸電力初のダムカード有峰ダム「ダムカード」が有峰記念館で配布される[35]。
- 2018年12月20日 - 福井市企業局の都市ガス事業を北陸電力などが出資する「福井都市ガス」への譲渡の仮契約を締結[36][37][38]。
- 2019年3月1日 - 関東地方のセブン-イレブンの電気契約を東京電力エナジーパートナーから北陸電力への変更を開始[39][40]。
- 2020年
  - 3月31日 - 送配電事業本部の廃止[41]。
  - 4月1日 - 同社の送配電事業部門が、電気事業法における法的分離の措置により「北陸電力送配電株式会社」に分社化[42]。同時に、発電・小売事業を継承した事業持株会社としての「（新）北陸電力株式会社」が発足。

## 営業地域
富山県全域、石川県全域、福井県の越前国地域、岐阜県の一部（飛騨市と郡上市の一部）、関東地方を対象として電力小売事業を行なっている。
また、富山県、石川県、福井県、岐阜県に発電所を保有し発電事業を行なっている。

## 発電施設
合計 142箇所、824万7000kW（2020年3月31日時点）

### 水力発電所

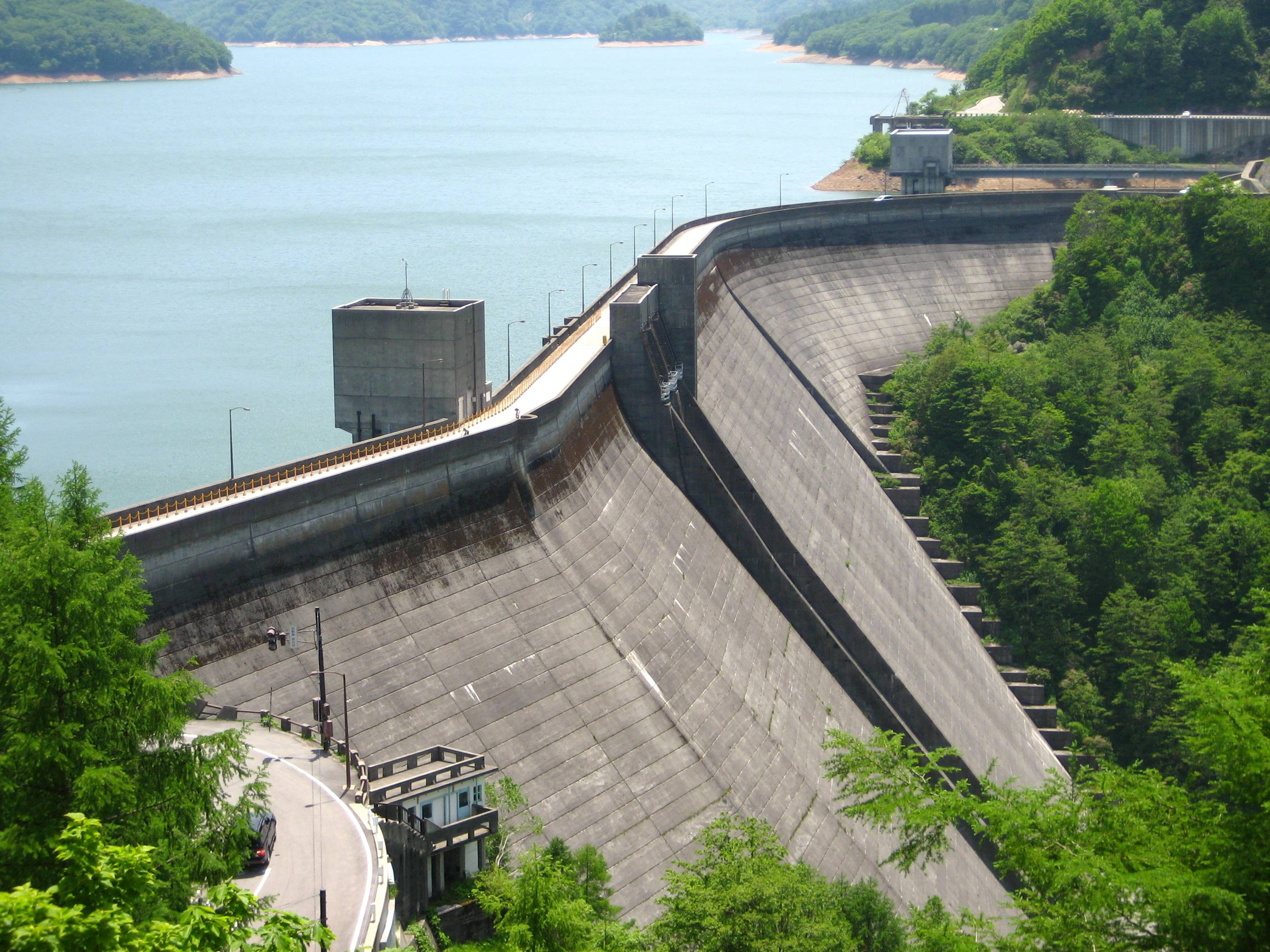
有峰ダム

131箇所、193万2000kW（いずれも2020年3月31日時点）
- 主な水力発電所（5万kW以上の発電所）

| 発電所名         | 水系名   | 方式       | 総出力   | 所在地       |
| ---------------- | -------- | ---------- | -------- | ------------ |
| 手取川第二発電所 | 手取川   | ダム水路式 | 8.7万kW  | 石川県白山市 |
| 庵谷発電所       | 神通川   | ダム水路式 | 5.0万kW  | 富山県富山市 |
| 神通川第一発電所 | 神通川   | ダム水路式 | 8.2万kW  | 富山県富山市 |
| 有峰第一発電所   | 常願寺川 | ダム水路式 | 26.5万kW | 富山県富山市 |
| 有峰第二発電所   | 常願寺川 | 水路式     | 12.0万kW | 富山県富山市 |
| 和田川第二発電所 | 常願寺川 | ダム水路式 | 12.2万kW | 富山県富山市 |
| 新中地山発電所   | 常願寺川 | ダム水路式 | 7.4万kW  | 富山県富山市 |

- 他の水力発電所については、電力会社管理ダム#北陸電力を、管理する発電用ダム一覧については日本の発電用ダム一覧#北陸電力を参照のこと。

### 火力発電所

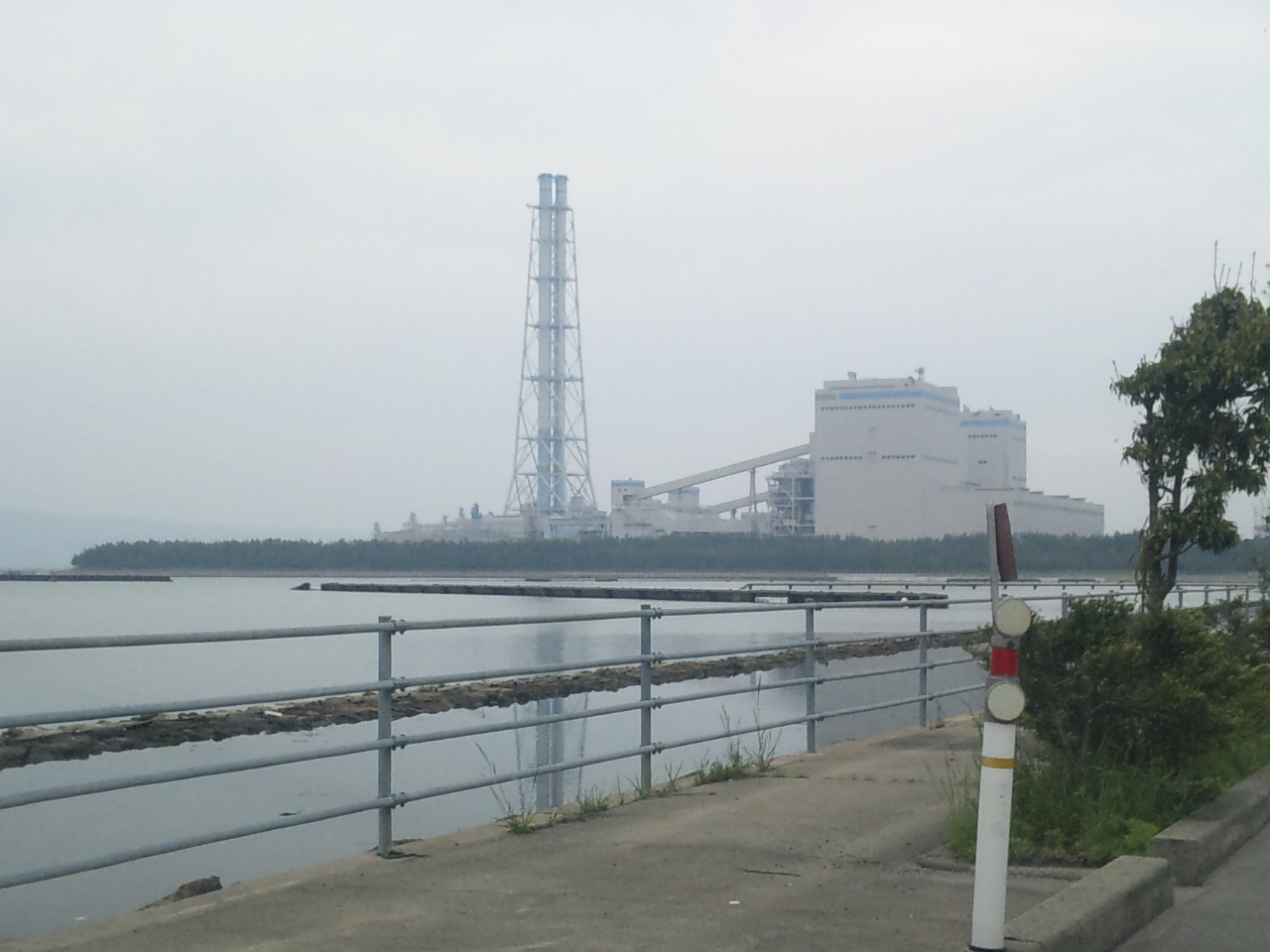
七尾大田火力発電所

6箇所、456万5000kW（いずれも2020年3月31日時点）
| 発電所名           | 使用燃料             | 総出力     | 号機                | 出力          | 運転開始                       | 所在地       | 備考               |
| ------------------ | -------------------- | ---------- | ------------------- | ------------- | ------------------------------ | ------------ | ------------------ |
| 富山火力発電所     | 重油、原油           | 25万kW     | 4号機               | 25万kW        | 1971年1月                      | 富山県富山市 | 1～3号機は廃止。   |
| 富山新港火力発電所 | 石炭                 | 192.47万kW | 石炭1号機 石炭2号機 | 25万kW        | 1971年9月 1972年6月            | 富山県射水市 |                    |
| 富山新港火力発電所 | 原油                 | 192.47万kW | 1号機 2号機         | 50万kW        | 1974年10月 1981年11月          | 富山県射水市 |                    |
| 富山新港火力発電所 | LNG                  | 192.47万kW | LNG1号機            | 42.47万kW     | 2018年11月21日                 | 富山県射水市 | LNG1号機はCC方式。 |
| 七尾大田火力発電所 | 石炭、木質バイオマス | 120万kW    | 1号機 2号機         | 50万kW 70万kW | 1995年3月 1998年7月            | 石川県七尾市 |                    |
| 福井火力発電所     | 重油、原油           | 25万kW     | 三国1号機           | 25万kW        | 1978年9月                      | 福井県坂井市 | 1号機は廃止。      |
| 敦賀火力発電所     | 石炭、木質バイオマス | 120万kW    | 1号機 2号機         | 50万kW 70万kW | 1991年10月 2000年9月           | 福井県敦賀市 |                    |
| 舳倉島発電所       | 重油、軽油           | 288kW      | 1号機 2号機 3号機   | 96kW          | 1992年7月 1987年7月 1978年10月 | 石川県輪島市 | 内燃力発電方式。   |

舳倉島発電所は、2020年4月1日に北陸電力送配電へ譲渡。

### 原子力発電所

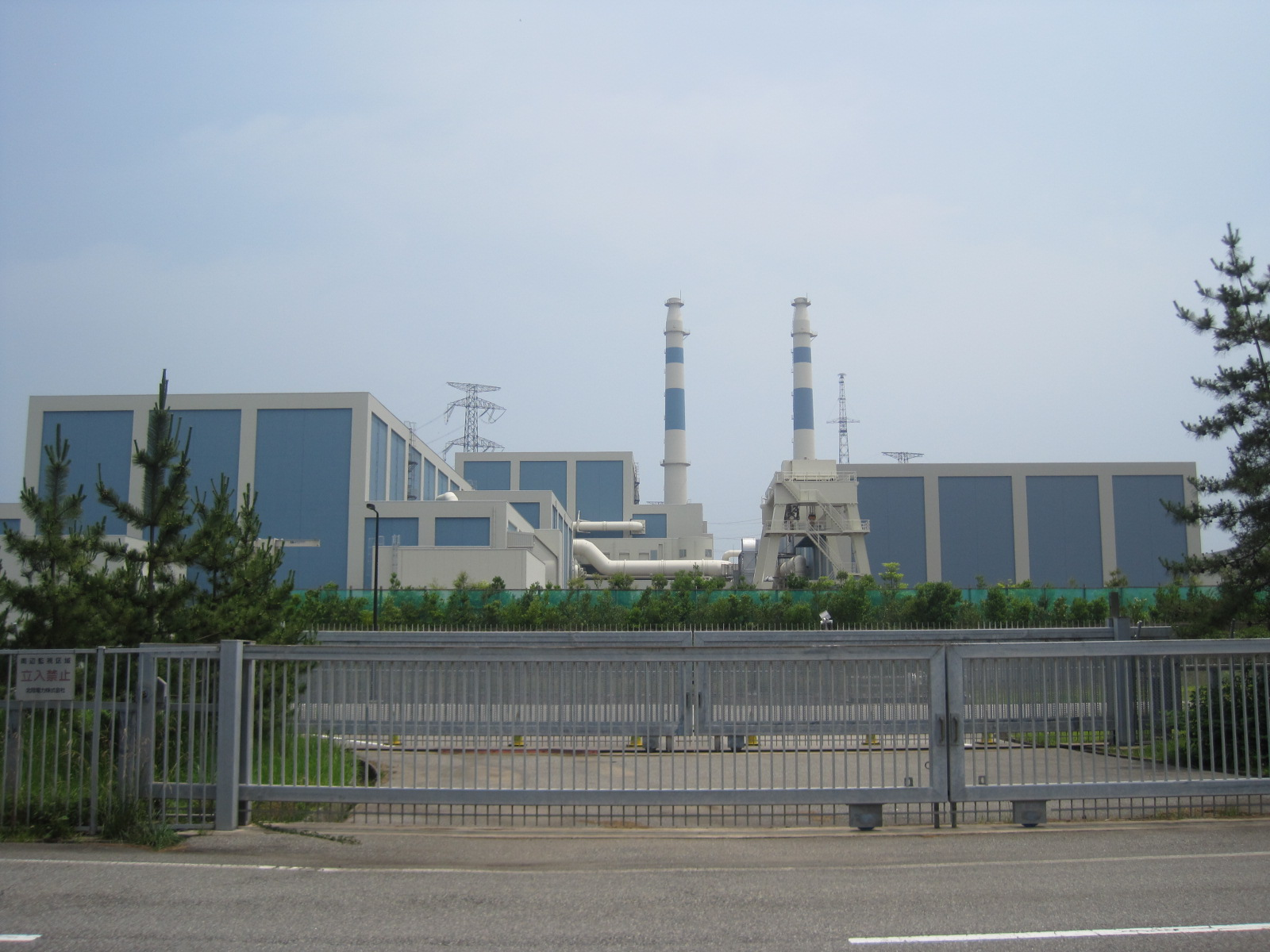
志賀原子力発電所

1箇所、174万6000kW（2020年3月31日時点）
| 発電所名         | 原子炉型式                          | 総出力    | 号機        | 出力              | 運転開始                    | 所在地             | 備考                                              |
| ---------------- | ----------------------------------- | --------- | ----------- | ----------------- | --------------------------- | ------------------ | ------------------------------------------------- |
| 志賀原子力発電所 | 沸騰水型軽水炉 改良型沸騰水型軽水炉 | 174.6万kW | 1号機 2号機 | 54万kW 120.6万kW* | 1993年7月30日 2006年3月15日 | 石川県羽咋郡志賀町 | 1号機は設備故障により停止中。 2号機は定期点検中。 |

* 整流板を設置して運転の場合。

### 新エネルギー

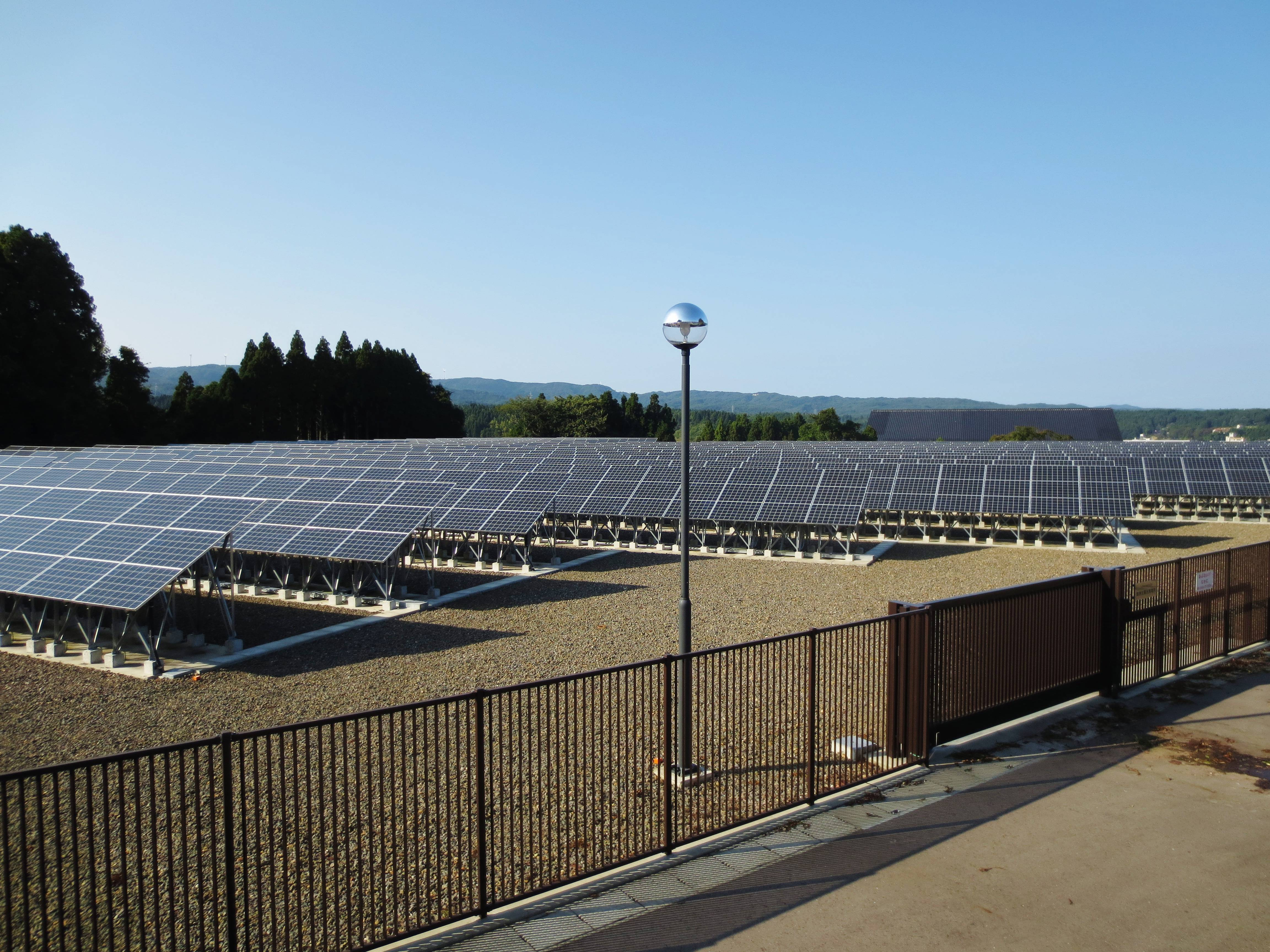
珠洲太陽光発電所

7箇所、9,400kW（関連会社経営の発電所を除く）
| 発電所名           | 方式       | 総出力   | 運転開始   | 所在地               | 備考                               |
| ------------------ | ---------- | -------- | ---------- | -------------------- | ---------------------------------- |
| 碁石ヶ峰風力発電所 | 風力発電   | 0.06万kW | 2000年3月  | 石川県鹿島郡中能登町 | 2010年に県より譲渡。               |
| 輪島風力発電所     | 風力発電   | 0.3万kW  | 2002年4月  | 石川県輪島市         | 2010年に県より譲渡。               |
| 国見岳風力発電所   | 風力発電   | 0.18万kW | 2002年12月 | 福井県福井市         | 2010年に県より譲渡。 2014年4月廃止 |
| 富山太陽光発電所   | 太陽光発電 | 0.1万kW  | 2011年4月  | 富山県富山市         |                                    |
| 志賀太陽光発電所   | 太陽光発電 | 0.1万kW  | 2011年3月  | 石川県羽咋郡志賀町   | 能登中核工業団地内にある。         |
| 珠洲太陽光発電所   | 太陽光発電 | 0.1万kW  | 2012年10月 | 石川県珠洲市         |                                    |
| 三国太陽光発電所   | 太陽光発電 | 0.1万kW  | 2012年9月  | 福井県坂井市         |                                    |

#### 関連会社運営
| 発電所名                     | 方式       | 総出力   | 所在地             | 運営会社                             |
| ---------------------------- | ---------- | -------- | ------------------ | ------------------------------------ |
| 福浦風力発電所               | 風力発電   | 2.16万kW | 石川県羽咋郡志賀町 | 日本海発電                           |
| テクノポート福井太陽光発電所 | 太陽光発電 | 0.62万kW | 福井県坂井市       | 北陸電力ビズ・エナジーソリューション |

### 過去および建設中止された発電施設

#### 水力発電所
| 発電所名                                             | 水系名   | 方式 | 総出力 | 廃止時期     | 所在地                           |
| ---------------------------------------------------- | -------- | ---- | ------ | ------------ | -------------------------------- |
| 犀川発電所                                           | 犀川     |      |        | 1965年       | 石川県金沢市                     |
| 辰巳発電所                                           | 犀川     |      |        | 1965年       | 石川県金沢市                     |
| 小原発電所                                           | 犀川     |      |        | 1965年       | 石川県金沢市                     |
| 小矢部第１発電所（当時名称【旧称：小院瀬見発電所】） | 小矢部川 |      | 800kW  | 1965年7月4日 | 富山県南砺市（旧福光町小院瀬見） |

- 河川総合開発計画などにより廃止。なお、犀川発電所は施設を再利用して金沢エナジーの新寺津発電所として運用されている。

#### 火力発電所
| 発電所名       | 使用燃料           | 総出力 | 廃止時期 | 所在地             | 備考                                                                                             |
| -------------- | ------------------ | ------ | -------- | ------------------ | ------------------------------------------------------------------------------------------------ |
| 富山発電所     | 石炭               | 1万kW  | 1959年   | 富山県富山市       | 創業当時からの発電所。1959年7月7日に興国人絹パルプ（現・興人）に譲渡。発電所運用は1980年に終了。 |
| 金沢火力発電所 | 重油、原油（予定） |        | 計画中止 | 石川県河北郡内灘町 | 反対運動により建設断念。                                                                         |
| 七尾火力発電所 | 重油、原油（予定） |        | 計画中止 | 石川県七尾市       | 金沢火力発電所の代替案。反対運動により建設断念。                                                 |

#### 原子力発電所
| 発電所名         | 原子炉型式 | 総出力 | 廃止時期 | 所在地       | 備考                                                                 |
| ---------------- | ---------- | ------ | -------- | ------------ | -------------------------------------------------------------------- |
| 珠洲原子力発電所 |            |        | 計画中止 | 石川県珠洲市 | 2003年計画凍結。関西電力および中部電力との共同運営が予定されていた。 |

## 事業所
詳細は、公式サイトの会社概要 主な事業所を参照。
- 本店 - 富山県富山市牛島町15番1号
  - 原子力本部 - 石川県羽咋郡志賀町高浜
  - 富山支店 - 富山県富山市牛島町13番15号
  - 高岡支店 - 富山県高岡市広小路
  - 新川支店 - 富山県魚津市江口
  - となみ野営業所 - 富山県南砺市苗島
  - 神岡営業所 - 岐阜県飛騨市神岡町
  - 石川支店・地域共生本部 - 石川県金沢市下本多町六番丁11番地
  - 小松支店 - 石川県小松市栄町
  - 七尾支店 - 石川県七尾市三島町
  - 輪島営業所 - 石川県輪島市河井町
  - 珠洲営業所 - 石川県珠洲市野々江町
  - 福井支店 - 福井県福井市日之出一丁目4番1号
  - 丹南支店 - 福井県越前市高木町
  - 奥越営業所 - 福井県大野市弥生町
  - 敦賀営業所 - 福井県敦賀市本町
- 東京支社 - 東京都千代田区霞が関3-2-1 霞が関コモンゲート西館24階
- 技術開発研究所 - 富山
- 研修センター - 富山

## 展示・PR施設

### 現在
- エネルギー科学館 ワンダー・ラボ（富山県富山市、アーバンプレイス内・オーバード・ホールに隣接）
- アリス館志賀（石川県羽咋郡志賀町）
- 七尾大田火力発電所PR室（石川県七尾市）
- 敦賀火力発電所PR室（福井県敦賀市）
- 有峰記念館 アーカイブス有峰（富山県富山市）
- 呉羽試験農場（富山県富山市）

### ギャラリー

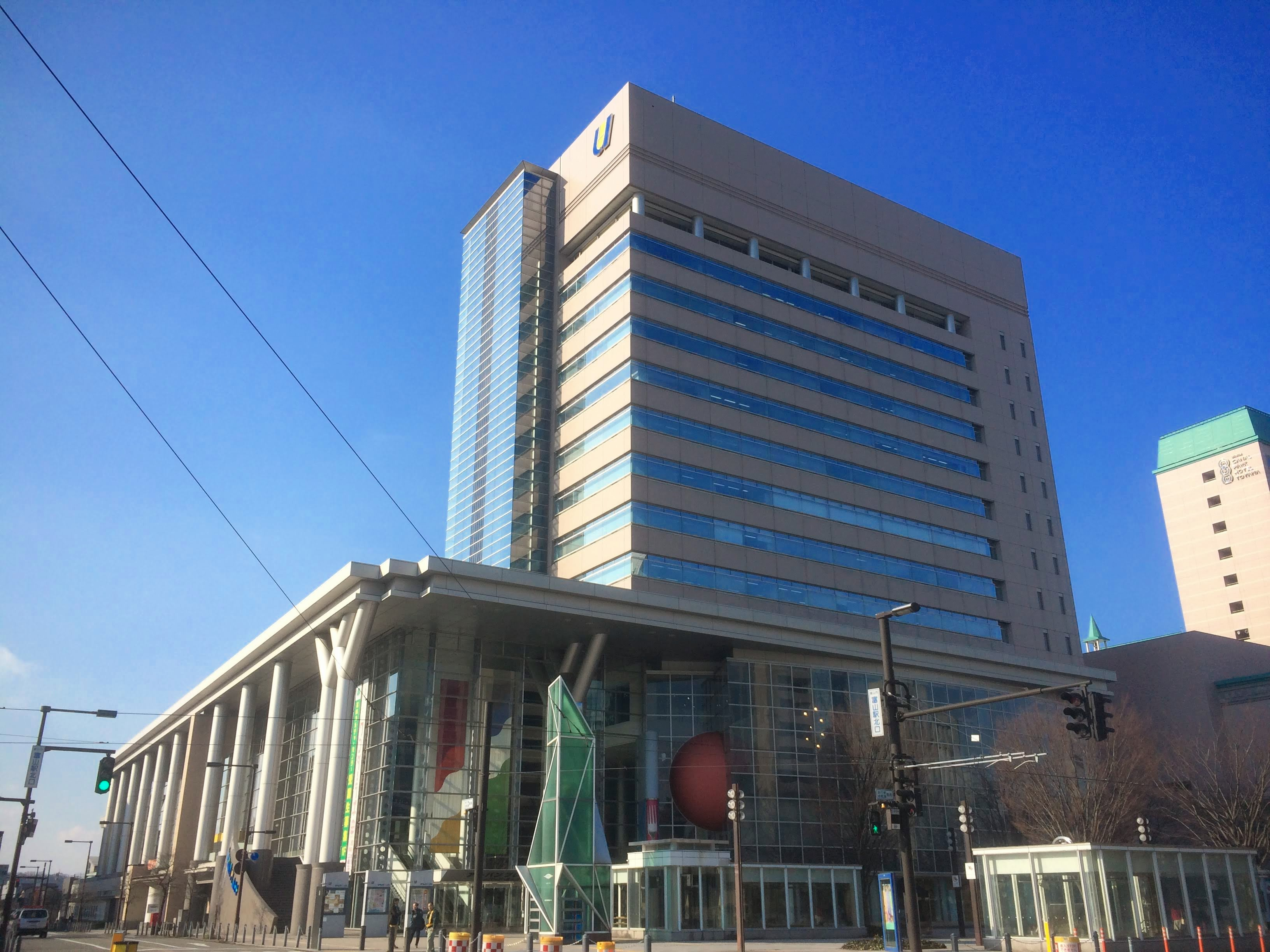
エネルギー科学館
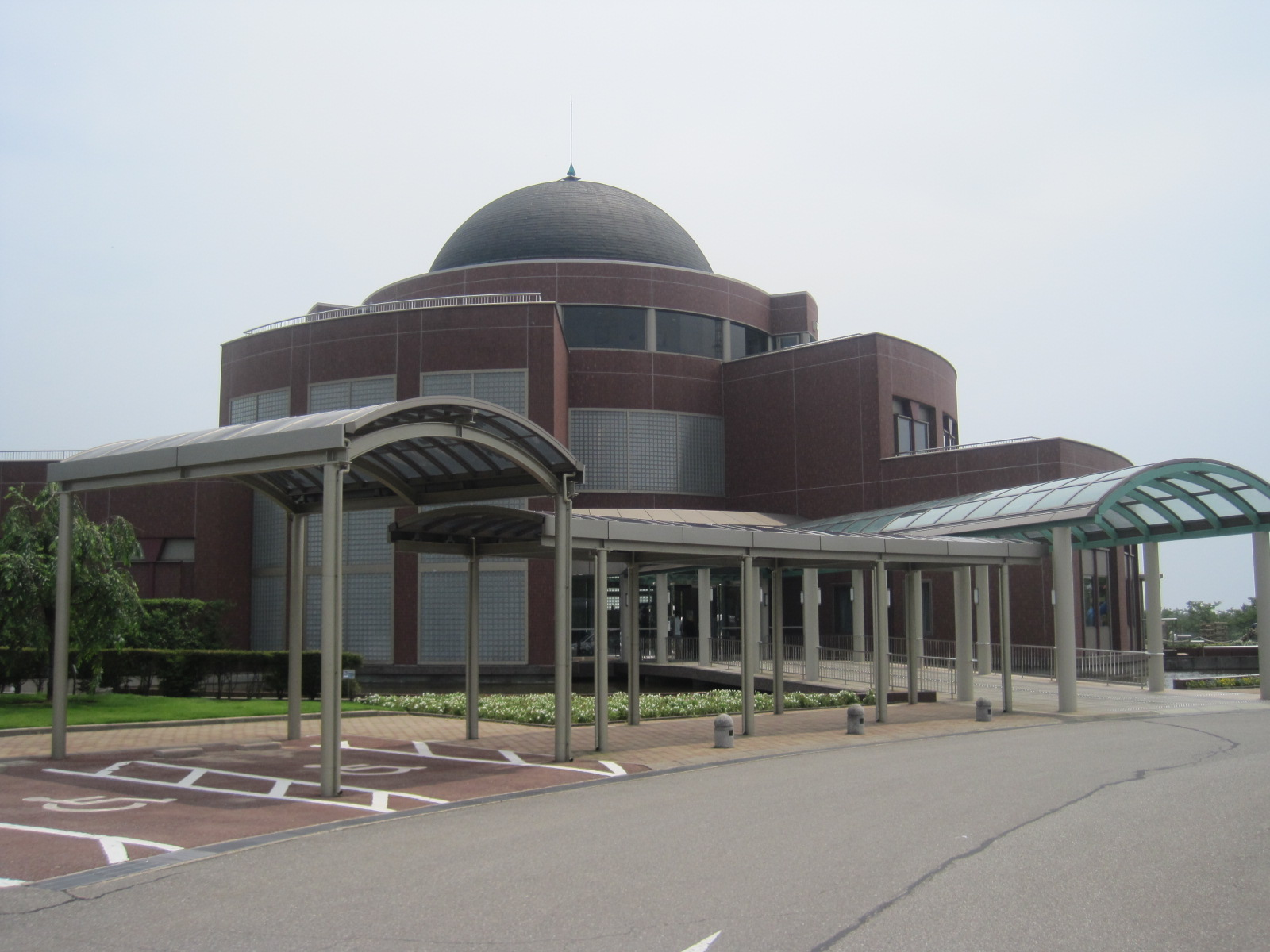
アリス館志賀

### 過去
北陸電力リビングサービスとの共同展示施設（オール電化住宅ショールーム）
2018年3月31日ですべて閉鎖された。
- エルフプラザ富山（富山県富山市）
- エルフプラザ高岡（富山県高岡市）
- エルフプラザ新川（富山県黒部市）
- エルフ金沢（石川県金沢市）
- エルフプラザ七尾（石川県七尾市）
- エルフプラザ福井（福井県福井市）
- エルフプラザ丹南（福井県鯖江市）

## 主なグループ企業・団体
詳細は、公式サイトの北陸電力グループのご紹介を参照。

### 子会社
太字は連結子会社（2020年3月31日時点）。
- 北陸電力送配電
- 日本海発電
- 北陸電気工事
- 北陸プラントサービス（2020年4月1日に「北陸発電工事」から社名変更）
- 北電産業
- 北陸電力リビングサービス
- 北陸通信ネットワーク
- 北電情報システムサービス
- 日本海コンクリート工業
- 北電テクノサービス
- 日本海環境サービス
- 北電パートナーサービス
- 北電技術コンサルタント
- 北陸電力ビズ・エナジーソリューション
- 北陸エルネス
- 北陸電力ウィズスマイル
- ジェスコ
- パワー・アンド・IT

### 関連会社
太字は持分法適用会社（2020年3月31日時点）。
- ケーブルテレビ富山
- 黒部川電力
- 富山共同自家発電
- 日本海建興
- 北陸計器工業
- 北陸電機製造
- 北陸エナジス
- 福井都市ガス

### 関連団体
- 北陸電気保安協会

## 広告活動

### 提供番組
他の電力会社と比較しても提供する番組数は少なく、主にミニ番組での提供が中心となっている。2007年の志賀原子力発電所の臨界事故隠蔽が発覚してからは一時期広報活動を自粛したこともあり、全般的に提供番組は縮小傾向にある。また、一部の提供する番組ではCMが放送されず、提供クレジット表示のみの番組があった。
2011年3月11日に発生した東北地方太平洋沖地震（東日本大震災）に伴い、震災発生後から5月まですべての番組提供およびCM放送を見合わせた。その後6月1日からは、対象番組で節電を呼び掛ける内容の社告形式のCMを放送したが、番組提供はこれ以降も見合わせた。2012年4月からは定時番組での番組提供およびCM放送をすべて取り止め、原則としてスポットCMの放送のみに切り替えている。
2019年時点では、ラジオ番組において提供番組が放送されているものの、テレビにおいてはCMが放送される番組でもすべてPT扱いとなっている。

#### 現在
- ラバーズ・コンチェルト（ラジオたかおか） - 系列の石川県内の3局（ラジオかなざわ・ラジオこまつ・ラジオななお）にもネット。2019年5月までは、北陸電力が唯一提供する番組であった。
- 北陸電力プレゼンツ CHIKOの"こたかな"[46]（富山エフエム放送） - 2019年6月から放送。番組名の「こたかな」とは、北陸電力のコーポレートメッセージとして採用されている「こたえていく。かなえていく。」の略語から。

#### 過去
太字の番組名は北陸電力が制作するものを表す（広告代理店が制作するものも含む）。
- 所さんの目がテン!（日本テレビ） - テレビ金沢・北日本放送・福井放送ローカルスポンサー
- 週刊デンカ.TV - テレビ金沢→石川テレビ・富山テレビ・福井放送
- 海の気象ニュース→ウェザー歳時記→ほくでん ぼくの夢わたしの未来 - 北陸放送
- POWER STATION HOT40 - 福井エフエム放送（19時台）
- 北陸紀行〜その手を見せて〜 - 石川テレビ・富山テレビ・福井放送
- 週刊デンカch - テレビ金沢・北日本放送・福井テレビ（北陸電力リビングサービスとの共同提供、東北地方太平洋沖地震（東日本大震災）に伴い打ち切り）
- でんきと暮らす - 北陸放送（東北地方太平洋沖地震（東日本大震災）により休止・打ち切り）
- Dreams★ - 石川テレビ・富山テレビ・福井放送（2011年4月 - 2012年3月、2011年9月でCM放送を取り止め）
- eライフ・ナビ - テレビ金沢・北日本放送・福井テレビ（2011年7月 - 2012年3月、北陸電力リビングサービスとの共同提供扱い）
- eライフノート（2012年7月 - 9月） - 石川テレビ（火曜 21:54 - 22:00）・富山テレビ（木曜 21:54 - 22:00）・福井放送（土曜 21:54 - 22:00）
  - インフォマーシャルとして放送。番組のナビゲーターとしてフリーキャスターの重原佐千子が出演。
- ほくでんアリス・サウンズ・ハッピー - えふえむ・エヌ・ワン
- 北陸ネット3県ポン - 北陸放送・北日本放送・福井放送

### CM出演者など
※印は北陸電力リビングサービスでも起用。☆印はCMソングも手掛けていることを表す。
- 石田ひかり - 1989年のCI導入時に出演。
- 蟹瀬誠一（原子力発電）
- 高原兄（2004年 - 2010年、エコキュート）※☆
- 竹仲絵里（オール電化住宅・エコキュート）※☆
- 貫地谷しほり（オール電化住宅・エコキュート）※
- 森田雪（2014年 - 2019年、テレビ・ラジオ）
- 重原佐千子（2015年 - 、テレビ・ラジオ） - 北陸電気工事のCMにも出演経験あり（放送は富山県内のみ）

その他
- 古谷徹（CMナレーション）
- 香坂みゆき（『週刊デンカ.TV』に出演）
- 杉真理（CM曲に起用）
- 吉田山田 (「未来」がCM曲に起用[47])
- 羊毛とおはな（「ただいま、おかえり」がCM曲に起用）

## 主な出資企業
北陸電力が出資している主な企業は以下の通り。
- 富山地方鉄道 - 2.97%
- 北日本放送 - 8.0%（筆頭株主）
- 富山エフエム放送 - 5.0%
- エフエム石川 - 3.0%
- 福井放送 - 2.6%

## 天下り問題
福島第一原子力発電所事故以降、経済産業省と電力会社の天下り問題が監督官庁である経産省の原子力発電所の安全基準のチェックを甘くさせる構造として批判が集まった。

## ほくリンク
2015年4月に北陸電力の加入者向けにサービスを開始した「北陸電力サービス会員制度」が元になっており、翌年の1月8日に「ほくリンク」に名称を変更した。サービスの詳細はほくリンクのご紹介を参照。2020年時点で、加入者向けの割引サービスには主に以下のものがある。
- ソフトバンク・ワイモバイル加入者向け[48]
- au（KDDI）加入者向け[49]
- 日本海ガス都市ガス加入者向け[50]
- 福井都市ガス加入者向け[51]
- ケーブルテレビ加入者向け（事業者や居住地によってサービス対象が異なる）
  - 富山県[52]：ケーブルテレビ富山、となみ衛星通信テレビ、射水ケーブルネットワーク、高岡ケーブルネットワーク、能越ケーブルネット、新川インフォメーションセンター
  - 石川県：金沢ケーブル[53][54]、加賀ケーブル
  - 福井県：割引対象事業者なし（丹南ケーブルテレビ・嶺南ケーブルネットワークはほくリンクポイントの交換が可能）

## 社史
- 北陸電力10年史（1962年4月30日発行）[55]
- 北陸電力20年史（1972年3月31日発行）[56]
- 北陸電力30年史（1982年3月20日発行）
- 北陸電力40年史（1992年3月19日発行）
- 北陸電力50年史（2001年11月発行）
- 北陸電力60年史（2012年2月発行）
- 北陸電力70年史（2021年11月発行）